# 3383 Koyama
3383 Koyama је астероид главног астероидног појаса чија средња удаљеност од Сунца износи 2,564 астрономских јединица (АЈ).
Апсолутна магнитуда астероида је 12,0.